# Eupithecia insolabilis
Eupithecia insolabilis, conocida como la polilla de Graef, del inglés "Graef's pug", es una especie de polilla de la familia Geometridae. La especie fue descrita por primera vez por George Duryea Hulst habiendo sido descrita en 1900, con distribución en el oeste de América del Norte, descrita en Arizona, Nuevo México y Utah. Es una polilla pequeña con una envergadura de unos 21 milímetros (0,8 plg). Por sus características morfológicas, E. insolabilis pertenece al grupo de especies norteamericana Eupithecia palpata.